# Postelsia
Postelsia palmaeformis is een bruine alg uit de Laminariales-groep en de enige soort van het geslacht Postelsia. Het komt veel voor aan de surfrijke kusten van de noordoostelijke Stille Oceaan. De eerste beschrijving van de soort werd in 1852 gemaakt door Franz Josef Ruprecht (In: Nieuwe of onvolledig bekende planten uit het noordelijke deel van de Stille Oceaan. Mémoires de l'Académie Impériale des Sciences de Saint-Pétersbourg, Sixième Série, Sciences Naturelles 7: p. 55– 82). Het werd voor het eerst gevonden in de buurt van Bodega Bay in Californië. Een later synoniem is Virginia palma-maris Areschoug. Postelsia palmaeformis is de enige soort in het geslacht Postelsia. De generieke naam eert de Baltische Duitse natuurwetenschapper Alexander Postels. Het geslacht wordt toegewezen aan de familie Laminariaceae.

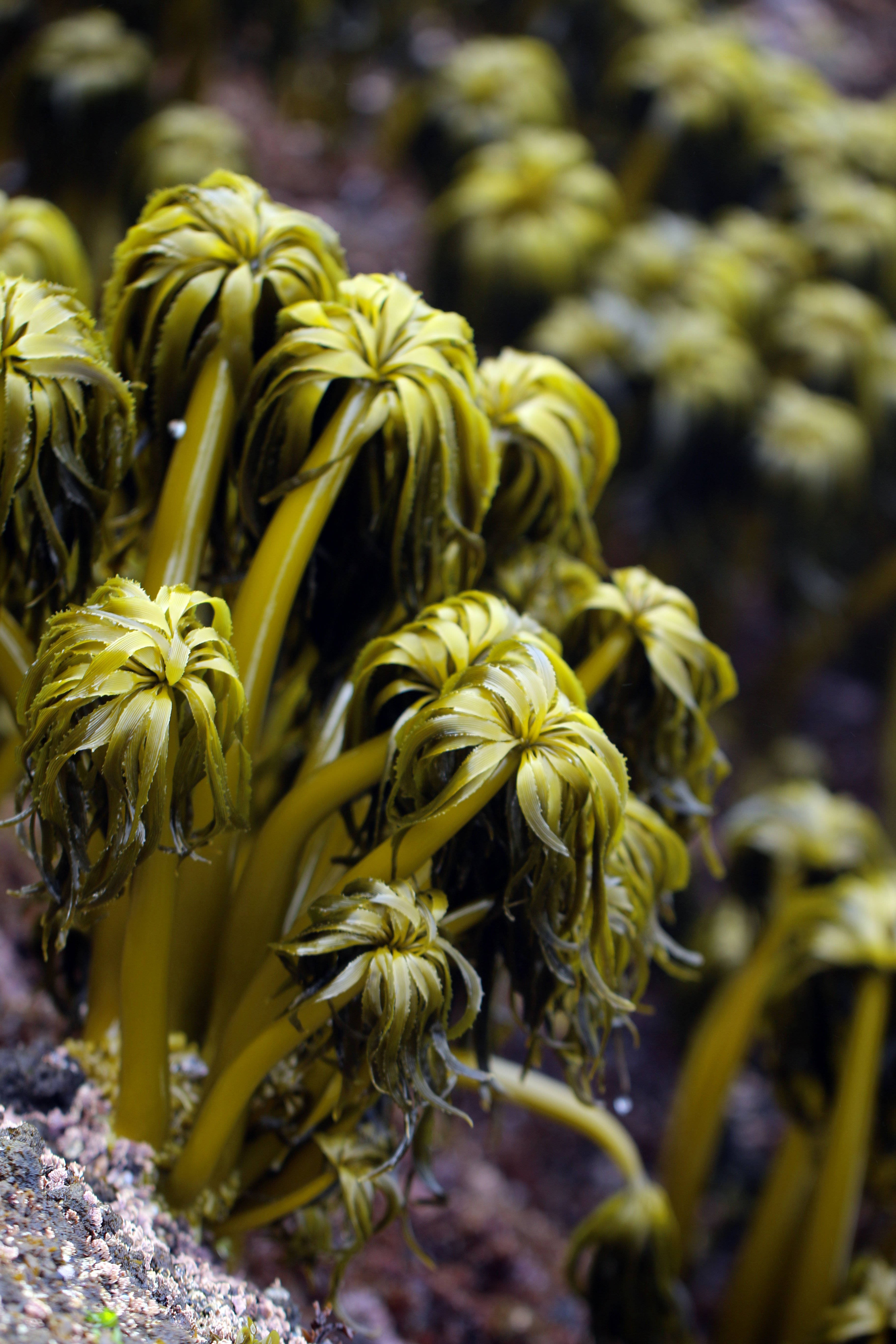

## Beschrijving
Postelsia palmaeformis is een olijfgroen tot olijfbruin zeewier, dat een hoogte bereikt van 20 tot 40, zelden tot 60 centimeter. Het eenjarige thallus groeit rechtop en lijkt op een palmboom met een stam en een plukje bladeren. Het is verankerd in de rotsachtige ondergrond met een klevend orgaan (rhizoïde) van relatief korte, vertakte haptera. De steel (cauloïde) is dik, buisvormig, veerkrachtig en elastisch en wordt naar boven toe dunner. Aan het uiteinde ontstaan talrijke gesteelde bladorganen (phylloïden) met een lengte van 10 tot 25 centimeter. Deze zijn smal gestreept en lopen spits toe. Het bladoppervlak heeft aan beide zijden diepe evenwijdige groeven, de bladranden zijn gezaagd.

## Ontwikkelingscyclus
Zoals bij alle Laminariales, is de zichtbare tang de sporofyt. Postelsia palmaeformis is eenjarig en overleeft tot de winter, wanneer hij meestal wordt afgescheurd door de gewelddadige golven. De sporen worden al in de late lente tot de vroege zomer gevormd in de diepe groeven van de phylloïden. Na hun vrijlating degenereert het individuele bladorgaan. De onbeweeglijke sporen landen meestal nabij de basis van de sporofyt, hechten zich vast aan de ondergrond en ontwikkelen zich tot microscopisch kleine mannelijke en vrouwelijke gametofyten, die alleen uit celdraden bestaan. De gametofyten overleven tot laat in de winter of het vroege voorjaar en vormen daarna eicellen of sperma. Na bevruchting groeit een nieuwe sporofyt uit de zygote. De sporen kunnen meestal maar een afstand van één tot drie meter overbruggen. De verspreiding over grotere afstanden vindt waarschijnlijk plaats via gescheurde sporofyten die hun sporen nog niet hebben vrijgegeven.

## Voorkomen
Postelsia palmaeformis is wijdverspreid in de noordoostelijke Stille Oceaan aan de kusten van British Columbia tot Californië. Het koloniseert rotsachtige ondergrond binnen de getijdenzone op locaties die worden blootgesteld aan sterke golven. Daar vormt het vaak dichte bestanden.

## Gebruik
Postelsia palmaeformis is eetbaar. Om de voorraden te behouden, verbiedt Californië het oogsten voor incidenteel gebruik. Er worden echter licenties afgegeven voor commercieel gebruik met kosten. De oogst in 2000 en 2001 wordt geschat op twee tot drie ton. De bladorganen van Postelsia palmaeformis kunnen rauw gegeten worden. Meestal worden ze gedroogd verkocht op Aziatische markten of reformwinkels en gebruikt voor soepen en salades.

## Ecologie
Postelsia palmaeformis is afhankelijk van locaties met sterke branding. Daar krijgt hij niet alleen voldoende voedingsstoffen en direct zonlicht. Mosselen worden herhaaldelijk uit de ondergrond gescheurd zodat hun sporen daar kunnen ontkiemen. Hun belangrijkste concurrent voor het leefgebied is de Mytilus californianus-mossel. Jonge sporofyten die zich op mosselen, zeepokken en andere algen hebben gevestigd, scheuren ze door de kracht van de golven los van het gesteente, waardoor ook ruimte ontstaat voor nieuwe sporofyten van Postelsia palmaeformis. De alg wordt ook gegeten door keverslakken en schaalhoorns, maar door hun snelle groei worden ze minder aangetast.